# 만월산터널
만월산터널(滿月山터널)은 인천광역시 부평구 부평6동과 남동구 간석3동을 연결하는 길이 1.5km의 터널이다. 2000년 12월에 착공하였으며, 2005년 7월에 개통되었다. 운영은 만월산터널주식회사가 담당하고 있다. 2035년 7월까지 유료도로로서 요금을 징수한다.

## 연혁
- 2005년 7월 6일 : 만월산터널(인천광역시 남동구 간석동 ~ 부평구 부평동) 2.87km 구간 개통[1]
- 2005년 7월 30일 : 통행료 수납 개시. 당시 통행료는 소형(중형) 700원, 경차 350원, 대형 1,000원이었다.[2]
- 2009년 7월 1일 : 소형차 통행료를 700원에서 800원으로, 대형차 통행료를 1,000원에서 1,100원으로, 감면차량 통행료를 350원에서 400원으로 인상[3]

## 통행료
2009년 7월 1일 기준이다. 통행료는 2035년 7월 29일까지 30년간 징수할 계획이다.
| 구분      | 통행료  | 해당 차량                                       |
| --------- | ------- | ----------------------------------------------- |
| 감면 차량 | 400원   | - 배기량 800㏄미만 차량(마티즈, 아토스 등)      |
| 소형      | 800원   | - 승용차, 5.5톤 이하 화물차, 32인승 이하 승합차 |
| 대형      | 1,100원 | - 5.5톤 초과 화물차, 33인승 이상 승합차         |

통행료 지불 수단은 현금, 카드, 교통카드 가 가능하며 삼성페이, 하이패스 불가. 아무것도 없다면 서식 한장 쓰고 계좌이체 가능.